# 이한택
이한택(李漢澤, 1934년 12월 5일 ~ )은 대한민국의 주교이다. 천주교 의정부교구 초대 교구장, 예수회원, 서강대학교 총장·이사장, 천주교 서울대교구 보좌주교 등을 역임하였다. 한국인 최초의 수도회 출신 주교이다.

## 생애
1934년 12월 5일 경기도 안성군(현 안성시)에서 출생하였다. 2남 2녀 중 두 번째로 태어났다. 이한택의 할아버지는 성공회에서 천주교로 개종하였으며, 그의 집안은 이후 3대 동안 신심 깊은 가문으로 명성을 떨치게 되었다. 안법중학교와 안법고등학교 재학 시절, 그의 집안과 친분이 있었던 예수회 박고영 신부의 활동상과 예수회의 창설자 이냐시오 데 로욜라의 이야기를 들으면서 예수회에 입회하기로 결심하였다. 그가 다니던 안성성당의 주임신부는 그가 서울교구의 신부가 되기를 바랐다. 그래서 1955년 서울 성신대학(현재 가톨릭대학교)에 입학하여 신학을 공부하다가 우여곡절 끝에 1959년 그가 바라던 예수회 미국 위스콘신 관구에 입회하였다.
1963년 미국 마켓대에 입학하여 수학을 공부하였으며 곧 미국 세인트루이스대로 편입하여 1967년 그곳에서 수학 석사 학위를 취득하였다. 1969년 한국에 다시 입국한 그는 대건신학대학(현재 광주가톨릭대학교)에서 수학하다가 다시 미국으로 가서 1971년 사제 서품을 받고 1972년 미국 세인트루이스대에서 신학석사 학위를 취득한다. 학위를 취득하고 한국으로 돌아와 1972년부터 1979년까지 서강대학교 수학과에서 강사, 부교수, 교수를 지냈다. 1979년부터 1980년까지 가톨릭대학교 신학부에서 영성지도사제를 지냈다. 1980년부터 1985년까지 예수회 한국지부 지부장을 지냈으며, 동시에 서강대학교 이사장으로 책임을 다하였다.
1985년부터 1998년까지 예수회 수련원 수련장으로서 많은 예수회 수도자를 양성하였는데, '호랑이 수련장'으로 불릴 만큼 그의 신학 수련은 매우 엄격하였다고 한다. 하지만 수련수사가 수련기를 마치면 아버지같이 무한한 자비를 베풀었다고 전한다. 그는 수련장으로 활동하는 동시에 경기도 수원시 파장동에 위치한 말씀의 집 원장으로 재직하여 피정을 하는 평신도들에게도 그의 영성신학을 가르쳤다.
1997년에 다시 서강대학교에 복귀한 이한택 신부는 두 번째로 서강대학교 이사장으로 재직하였으며, 1999년부터는 서강대학교 총장으로 재직하였다.  이한택 신부는 '인간존중'을 우선시 하는 예수회의 교육이념 실천과 탁월한 행정능력 발휘로 높이 평가받고 있다. 늘 봉사하는 자세로 총장직에 임해온 이한택 신부의 하루 일과 시작은 인터넷 학교게시판을 둘러보는 일. 학생들이 무엇을 필요로 하는지, 교직원들의 요구사항은 무엇인지 민의를 헤아리는데 늘 귀를 열어두었기 때문이다.
2001년 12월 12일 교황 요한 바오로 2세는 이한택 신부를 서울대교구 보좌주교로 임명하였고 2002년 1월 25일 주교 서품을 받았다. 이한택 주교는 서울대교구 수도회 담당 주교로서 수도회와 서울대교구간의 의사소통에 많은 업적을 남겼다. 교육자로 일해 왔던 그의 능력을 인정받아 2003년 2월 17일 가톨릭대학교를 운영하는 학교법인 가톨릭학원의 제3대 이사장으로 취임하였다. 신학자와 교육자로서 열심히 직무를 수행해 오던 중, 2004년 6월 24일 교황 요한 바오로 2세는 서울대교구에서 한강 이북 경기도 지방을 떼어 의정부교구를 설정하고 초대 교구장으로 이한택 주교를 임명하였다. 2004년 10월 11일 의정부교구 교구장에 착좌하였다.
만 75세가 되면 교구장 주교는 교황에게 사임청원을 해야한다는 교회법 규정에 의거하여 이한택 주교는 교황청에 사임청원을 하였고, 2010년 2월 26일에 받아들여져 천주교 군종교구장 이기헌(베드로) 주교가 후임 교구장에 임명되었다. 추후에 정해지는 제2대 의정부교구장 착좌식 날짜와 동시에 이한택 주교는 모든 공직에서 은퇴를 하게 된다.
2017년 현재 의정부교구 문산읍 파티마평화의 성당에서 매주 수~일 요일 미사를 집전하고 있다.
| 전임 (신설) | 제1대 천주교 의정부교구장 2004년 - 2010년 | 후임 이기헌(베드로) |